# Camponotus atriceps
Camponotus atriceps là một loài kiến thuộc chi Camponotus, trong họ Formicidae, bản địa châu Mỹ.
Một loạt loài kiến ký sinh đã được xác định là các phân loài.